# Telbès
Le Telbès (en russe : Тельбес est une rivière de Russie qui coule dans l'oblast de Kemerovo, c'est-à-dire dans la partie sud-est du bassin de l'Ob en Sibérie. La rivière est un affluent du Moundybach en rive droite, donc un sous-affluent de l'Ob par le Moundybach, puis par la Kondoma et ensuite par le Tom.

## Géographie
Le Telbès est long de 80 km et draine un bassin de 1 120 km2, c'est-à-dire une superficie plus ou moins équivalente au Territoire de Belfort en France, ou encore à la province de Brabant wallon en Belgique.
La rivière naît sur le versant nord-ouest des Monts Saïan occidentaux. Elle se dirige globalement vers le nord-ouest et reçoit dans son cours supérieur de nombreux petits affluents. Le Telbès conflue finalement avec le Moundybach en rive droite, juste avant que ce dernier ne conflue avec la Kondoma, au niveau de la ville de Moundybach. 
Le Telbès est un cours d'eau très abondant, puissamment alimenté par les fortes précipitations arrosant les montagnes de son bassin.

## Hydrométrie - Les débits mensuels du Telbès à Telbeskiï Roudnik
Le débit du Telbès a été observé pendant 43 ans (durant la période 1936-1978) à Telbeskiï Roudnik, petite localité située à 9 kilomètres de son confluent avec le Moundybach. 
Le débit inter annuel moyen ou module observé à Telbeskiï Roudnik durant cette période était de 25,1 m3/s pour une surface de drainage observée de 1 110 km2, soit à peu près 99 % du bassin versant de la rivière qui en compte 1 120.
La lame d'eau écoulée dans ce bassin se monte ainsi à quelque 714 millimètres annuellement, ce qui est élevé, surtout dans le contexte du bassin de l'Ob, caractérisé par un écoulement assez modéré. 
Cours d'eau alimenté avant tout par la fonte des neiges, mais aussi par les pluies de la saison chaude, le Telbès a un régime nivo-pluvial. 
Les hautes eaux se déroulent au printemps, en avril et surtout en mai, ce qui correspond au dégel et à la fonte des neiges. Dès le mois de juin, le débit chute fortement, et atteint un minimum en août. On observe au mois de septembre et surtout d'octobre, un second sommet lié aux précipitations automnales.
Fin novembre, le débit de la rivière s'affaisse à nouveau, ce qui mène à la période des basses eaux. Celle-ci a lieu de décembre à mars inclus et correspond aux intenses gelées hivernales. 
Le débit moyen mensuel observé en février (minimum d'étiage) est de 1,70 m3/s, soit plus ou moins de 1,5 % du débit moyen du mois de mai (118 m3/s), ce qui souligne l'amplitude très importante des variations saisonnières. Ces écarts de débit mensuel peuvent être plus marqués encore d'après les années : sur la durée d'observation de 43 ans, le débit mensuel minimal a été de 0,54 m3/s en février 1956 et en février 1968, tandis que le débit mensuel maximal s'élevait à 262 m3/s en mai 1969.   
En ce qui concerne la période libre de glaces (de mai à octobre inclus), le débit minimal observé a été de 1,25 m3/s en juillet 1965. 